# Des trains pas comme les autres
Des trains pas comme les autres est une série documentaire française créée par François Gall et Bernard d'Abrigeon, diffusée à partir du 12 janvier 1987 sur Antenne 2, puis France 2. Certains épisodes sont rediffusés à partir de 2006 sur France 5, qui relance la série en juillet 2011 avec une nouvelle formule animée par Philippe Gougler.

## Concept
Chacun des épisodes présente un (ou plusieurs) pays, à travers un parcours sur les lignes ferroviaires nationales. D'étape en étape, l'on découvre des trains insolites, archaïques ou ultramodernes, tortillards de campagne ou palaces roulants, sur des parcours minuscules ou immenses, mais aussi l'histoire, la culture et les peuples de chaque pays.

## Historique
L'émission, créée et réalisée par François Gall et Bernard d'Abrigeon, est diffusée à partir du 12 janvier 1987 sur Antenne 2, puis sur France 2.
En juillet 2011, la chaîne France 5 décide de relancer le programme avec une nouvelle formule : l'émission est désormais présentée par un journaliste à l'écran, Philippe Gougler, qui suit un réel trajet ferroviaire et rencontre les usagers du train. Pour Philippe Gougler, également co-auteur des documentaires, le but est d'être moins dans le « contemplatif et le patrimoine » et de donner une « dimension humaine », curieuse, sensible et bienveillante, à travers les rencontres, « l'attention donnée à l'autre » et la présence d'un animateur sur le terrain.

## Épisodes et audience

### Première formule (1987-2008)
| Épisode | Titre                                                                 | Pays visité(s)                              | Première diffusion | Chaîne    |
| ------- | --------------------------------------------------------------------- | ------------------------------------------- | ------------------ | --------- |
| 1       | Le Canada : d'un océan à l'autre                                      | Canada                                      | 12 janvier 1987    | Antenne 2 |
| 2       | L'Inde : quatre milliards de voyageurs                                | Inde                                        | 19 janvier 1987    | Antenne 2 |
| 3       | Norvège, Suède : l'Express du soleil de minuit                        | Norvège, Suède                              | 26 janvier 1987    | Antenne 2 |
| 4       | Japon : les trains obus                                               | Japon                                       | 1er février 1989   | Antenne 2 |
| 5       | Congo-Océan                                                           | République du Congo                         | 8 février 1989     | Antenne 2 |
| 6       | Russie : Transsibérien                                                | Russie                                      | 14 juillet 1991    | Antenne 2 |
| 7       | Australie : l'Indian Pacific                                          | Australie                                   | 28 juillet 1991    | Antenne 2 |
| 8       | Thaïlande, Malaisie, Singapour Express                                | Thaïlande, Malaisie, Singapour              | 4 août 1991        | Antenne 2 |
| 9       | Turquie : Trans-Europe-Asie                                           | Turquie                                     | 11 août 1991       | Antenne 2 |
| 10      | Égypte : Trains et pharaons                                           | Égypte                                      | 18 août 1991       | Antenne 2 |
| 11      | Viêt Nam : du Nord au Sud                                             | Vietnam                                     | 25 août 1991       | Antenne 2 |
| 12      | Mexique : des trains et des dieux                                     | Mexique                                     | 1er septembre 1991 | Antenne 2 |
| 13      | États-Unis : de l'Atlantique au Pacifique                             | États-Unis                                  | 8 septembre 1991   | Antenne 2 |
| 14      | Kenya : Safari Pacifique                                              | Kenya                                       | 9 juillet 1992     | Antenne 2 |
| 15      | Équateur : des Andes aux Galápagos                                    | Équateur                                    | 16 juillet 1992    | Antenne 2 |
| 16      | Corée du Sud                                                          | Corée du Sud                                | 30 juillet 1992    | Antenne 2 |
| 17/18   | Indonésie : de Java à Bali                                            | Indonésie                                   | 26 août 1993       | France 2  |
| 19/20   | Chine du Nord, Chine du Sud                                           | Chine                                       | 2 septembre 1993   | France 2  |
| 21/22   | Au pays des Incas                                                     | Pérou, Bolivie                              | 3 août 1995        | France 2  |
| 23      | Maroc                                                                 | Maroc                                       | 24 août 1995       | France 2  |
| 24/25   | Birmanie : Myanmar                                                    | Birmanie                                    | 31 août 1995       | France 2  |
| 26/27   | Au sud de l'Inde                                                      | Inde                                        | 3 juillet 1997     | France 2  |
| 28/29   | Sicile                                                                | Italie                                      | 10 juillet 1997    | France 2  |
| 30/31   | Italie du Nord : L'Orient-Express, Florence, Venise et la Toscane     | Italie                                      | 31 juillet 1997    | France 2  |
| 31      | De l'Éthiopie à Djibouti                                              | Éthiopie                                    | 21 août 1997       | France 2  |
| 32/33   | Brésil : Rio de Janeiro                                               | Brésil                                      | 28 août 1997       | France 2  |
| 34/35   | L'Afrique du Sud : de Pretoria au Cap, de Johannesburg au Parc Krüger | Afrique du Sud                              | 24 juin 1999       | France 2  |
| 36/37   | Argentine, Paraguay : des chutes d'Iguazú à la Terre de Feu           | Argentine, Paraguay                         | 30 juillet 2000    | France 2  |
| 38/39   | Syrie, Jordanie : de l'Oasis de Palmyre au désert de Wadi-rum         | Syrie, Jordanie                             | 3 août 2000        | France 2  |
| 40      | Grèce                                                                 | Grèce                                       | 13 août 2000       | France 2  |
| 41      | Les trains de luxe en Orient                                          |                                             | 27 août 2000       | France 2  |
| 42/43   | Baltique express : de Saint-Pétersbourg à Tallinn, de Riga à Varsovie | Russie, Lettonie, Lituanie, Pologne         | 22 décembre 2001   | France 2  |
| 44/45   | France : petits trains, grande passion                                | France                                      | 17 mai 2003        | France 2  |
| 46      | Andalousie                                                            | Espagne                                     | 3 août 2003        | France 2  |
| 47/48   | Trains de luxe en Asie : au nord de l’Inde, de Singapour en Thaïlande | Inde, Singapour, Thaïlande                  | 10 août 2003       | France 2  |
| 49      | Iran                                                                  | Iran                                        | 1er août 2004      | France 2  |
| 50/51   | Tunisie                                                               | Tunisie                                     | 20 août 2005       | France 2  |
| 52      | En Europe à toute vapeur                                              | Suisse, Pays de Galles, Belgique, Allemagne | 2 septembre 2006   | France 2  |
| 53/54   | Portugal                                                              | Portugal                                    | 7 juillet 2007     | France 2  |
| 55/56   | Pékin et la route de la soie                                          | Chine                                       | 2 août 2008        | France 2  |
| 57/58   | Écosse : hier et aujourd'hui, les hautes terres                       | Écosse                                      | 30 août 2008       | France 2  |

### Seconde formule (depuis 2011)
| Épisode   | Destination                                     | Première diffusion | Chaîne   | Audience  | Parts de marché |
| --------- | ----------------------------------------------- | ------------------ | -------- | --------- | --------------- |
| Saison 1  | Saison 1                                        | Saison 1           | France 5 |           |                 |
| 1 (59)    | Vietnam                                         | 28 juillet 2011    | France 5 |           |                 |
| 2 (60)    | Cuba                                            | 4 août 2011        | France 5 |           |                 |
| 3 (61)    | Inde : Inde du Sud                              | 11 août 2011       | France 5 |           |                 |
| 4 (62)    | Pérou                                           | 18 août 2011       | France 5 |           |                 |
| 5 (63)    | Inde : Inde du Nord                             | 25 août 2011       | France 5 |           |                 |
| Saison 2  |                                                 |                    | France 5 |           |                 |
| 1 (64)    | Thaïlande                                       | 26 juillet 2012    | France 5 |           |                 |
| 2 (65)    | Bolivie                                         | 2 août 2012        | France 5 |           |                 |
| 3 (66)    | Turquie                                         | 9 août 2012        | France 5 |           |                 |
| 4 (67)    | Roumanie                                        | 16 août 2012       | France 5 |           |                 |
| 5 (68)    | Malaisie                                        | 23 août 2012       | France 5 |           |                 |
| 6 (69)    | Argentine                                       | 30 août 2012       | France 5 |           |                 |
| Saison 3  |                                                 |                    | France 5 |           |                 |
| 1 (70)    | Birmanie                                        | 25 juillet 2013    | France 5 |           |                 |
| 2 (71)    | Afrique du Sud                                  | 1er août 2013      | France 5 |           |                 |
| 3 (72)    | Brésil                                          | 8 août 2013        | France 5 |           |                 |
| 4 (73)    | Philippines                                     | 15 août 2013       | France 5 |           |                 |
| 5 (74)    | États-Unis                                      | 22 août 2013       | France 5 |           |                 |
| 6 (75)    | Madagascar                                      | 29 août 2013       | France 5 |           |                 |
| Saison 4  |                                                 |                    | France 5 |           |                 |
| 1 (76)    | Sri Lanka                                       | 24 juillet 2014    | France 5 |           |                 |
| 2 (77)    | Maroc                                           | 31 juillet 2014    | France 5 |           |                 |
| 3 (78)    | Japon                                           | 7 août 2014        | France 5 |           |                 |
| 4 (79)    | Tanzanie                                        | 14 août 2014       | France 5 |           |                 |
| 5 (80)    | Nouvelle-Zélande                                | 21 août 2014       | France 5 |           |                 |
| 6 (81)    | Grèce                                           | 28 août 2014       | France 5 |           |                 |
| Saison 5  |                                                 |                    | France 5 |           |                 |
| 1 (82)    | Brésil                                          | 30 juillet 2015    | France 5 | 715 000   | 3,5 %           |
| 2 (83)    | Norvège                                         | 6 août 2015        | France 5 | 996 000   | 5,6 %           |
| 3 (84)    | Australie                                       | 13 août 2015       | France 5 | 1 010 000 | 5,2 %           |
| 4 (85)    | Hong Kong                                       | 20 août 2015       | France 5 | 930 000   | 4,7 %           |
| 5 (86)    | Écosse                                          | 27 août 2015       | France 5 | 1 067 000 | 4,8 %           |
| Saison 6  |                                                 |                    | France 5 |           |                 |
| 1 (87)    | Zimbabwe et Zambie                              | 28 juillet 2016    | France 5 | 905 000   | 4,7 %           |
| 2 (88)    | Corée du Sud                                    | 4 août 2016        | France 5 | 1 070 000 | 5,2 %           |
| 3 (89)    | Italie : Italie du Sud                          | 11 août 2016       | France 5 | 878 000   | 4,3 %           |
| 4 (90)    | Suède : Laponie                                 | 18 août 2016       | France 5 | 970 000   | 4,7 %           |
| 5 (91)    | Mongolie                                        | 25 août 2016       | France 5 | 928 000   | 4,7 %           |
| Saison 7  |                                                 |                    | France 5 |           |                 |
| 1 (92)    | Indonésie                                       | 20 juillet 2017    | France 5 | 953 000   | 4,8 %           |
| 2 (93)    | Finlande                                        | 27 juillet 2017    | France 5 | 1 154 000 | 5,7 %           |
| 3 (94)    | Chili                                           | 3 août 2017        | France 5 | 932 000   | 4,7 %           |
| 4 (95)    | Russie 1/2 : « De Saint-Pétersbourg à Moscou »  | 10 août 2017       | France 5 | 884 000   | 4,6 %           |
| 5 (96)    | Suisse (été)                                    | 17 août 2017       | France 5 | 1 158 000 | 5,9 %           |
| 6 (97)    | Italie : Italie du Nord, de Gênes à Venise      | 24 août 2017       | France 5 | 1 102 000 | 5,5 %           |
| 7 (98)    | Russie 2/2 : « De Moscou au Lac Baïkal »        | 31 août 2017       | France 5 | 1 199 000 | 4,9 %           |
| Saison 8  |                                                 |                    | France 5 |           |                 |
| 1 (99)    | Namibie                                         | 19 juillet 2018    | France 5 | 919 000   | 4,9 %           |
| 2 (100)   | Colombie                                        | 26 juillet 2018    | France 5 | 936 000   | 5,2 %           |
| 3 (101)   | Canada                                          | 2 août 2018        | France 5 | 1 157 000 | 6,7 %           |
| 4 (102)   | Espagne                                         | 9 août 2018        | France 5 | 1 025 000 | 5,4 %           |
| 5 (103)   | Irlande                                         | 16 août 2018       | France 5 | 1 044 000 | 5,8 %           |
| 6 (104)   | Taïwan                                          | 23 août 2018       | France 5 | 1 200 000 | 6,1 %           |
| 7 (105)   | Portugal                                        | 30 août 2018       | France 5 | 1 409 000 | 6,6 %           |
| Saison 9  |                                                 |                    | France 5 |           |                 |
| 1 (106)   | Suisse (hiver)                                  | 18 juillet 2019    | France 5 | 941 000   | 4,9 %           |
| 2 (107)   | Équateur                                        | 25 juillet 2019    | France 5 | 965 000   | 5,3 %           |
| 3 (108)   | Cambodge                                        | 1er août 2019      | France 5 | 997 000   | 5,5 %           |
| 4 (109)   | Albanie                                         | 8 août 2019        | France 5 | 1 026 000 | 6 %             |
| 5 (110)   | Tunisie                                         | 15 août 2019       | France 5 | 934 000   | 5,4 %           |
| 6 (111)   | Angleterre                                      | 22 août 2019       | France 5 | 1 155 000 | 6,5 %           |
| 7 (112)   | Costa Rica                                      | 29 août 2019       | France 5 | 1 237 000 | 6,1 %           |
| Saison 10 |                                                 |                    | France 5 |           |                 |
| 1 (113)   | Éthiopie                                        | 16 juillet 2020    | France 5 | 1 395 000 | 6,6 %           |
| 2 (114)   | Autriche                                        | 23 juillet 2020    | France 5 | 1 327 000 | 6,7 %           |
| 3 (115)   | Panama                                          | 30 juillet 2020    | France 5 | 1 378 000 | 7,7 %           |
| 4 (116)   | Danemark                                        | 20 août 2020       | France 5 | 1 450 000 | 7,7 %           |
| 5 (117)   | Géorgie                                         | 27 août 2020       | France 5 | 1 596 000 | 7,7 %           |
| Saison 11 |                                                 |                    | France 5 |           |                 |
| 1 (118)   | Mauritanie                                      | 8 juillet 2021     | France 5 | 1 507 000 | 7,1 %           |
| 2 (119)   | Croatie                                         | 15 juillet 2021    | France 5 | 1 505 000 | 7,3 %           |
| 3 (120)   | Colombie                                        | 22 juillet 2021    | France 5 | 1 439 000 | 8 %             |
| 4 (121)   | Suède                                           | 29 juillet 2021    | France 5 | 1 282 000 | 6,7 %           |
| 5 (122)   | Kenya (première partie)                         | 5 août 2021        | France 5 | 1 716 000 | 8,4 %           |
| 6 (123)   | Kenya (deuxième partie)                         | 5 août 2021        | France 5 | 1 716 000 | 8,4 %           |
| 7 (124)   | Ouzbékistan                                     | 12 août 2021       | France 5 | 1 686 000 | 9,4 %           |
| 8 (125)   | Lituanie                                        | 19 août 2021       | France 5 | 1 574 000 | 7,7 %           |
| Saison 12 |                                                 |                    | France 5 |           |                 |
| 1 (126)   | Guatemala                                       | 7 juillet 2022     | France 5 | 1 226 000 | 6,7 %           |
| 2 (127)   | Italie                                          | 14 juillet 2022    | France 5 | 1 052 000 | 6,4 %           |
| 3 (128)   | République dominicaine                          | 21 juillet 2022    | France 5 | 1 385 000 | 8,8 %           |
| 4 (129)   | Russie : Sibérie                                | 28 juillet 2022    | France 5 | 1 405 000 | 8,3 %           |
| 5 (130)   | Grèce                                           | 4 août 2022        | France 5 | 1 445 000 | 9 %             |
| 6 (131)   | Mexique                                         | 25 août 2022       | France 5 | 1 279 000 | 7 %             |
| 7 (132)   | Norvège (première partie)                       | 1er septembre 2022 | France 5 | 1 802 000 | 8,6 %           |
| 8 (133)   | Norvège (deuxième partie)                       | 1er septembre 2022 | France 5 | 1 670 000 | 8,8 %           |
| Saison 13 |                                                 |                    | France 5 |           |                 |
| 1 (134)   | Indonésie                                       | 6 juillet 2023     | France 5 | 1 235 000 | 6,8 %           |
| 2 (135)   | Japon : Hokkaido, le grand blanc                | 13 juillet 2023    | France 5 | 1 373 000 | 8,8 %           |
| 3 (136)   | Australie : Australie du Sud                    | 20 juillet 2023    | France 5 | 1 672 000 | 9,7 %           |
| 4 (137)   | Pays-Bas                                        | 10 août 2023       | France 5 | 1 501 000 | 9,5 %           |
| 5 (138)   | Serbie                                          | 24 août 2023       | France 5 | 1 504 000 | 8,5 %           |
| 6 (139)   | Argentine : Argentine du Nord                   | 31 août 2023       | France 5 | 2 090 000 | 11 %            |
| 7 (140)   | Argentine : Argentine du Sud                    | 31 août 2023       | France 5 | 1 780 000 | 10,4 %          |
| Saison 14 |                                                 |                    | France 5 |           |                 |
| 1 (141)   | États-Unis : baie de San Francisco              | 4 juillet 2024     | France 5 | 1 874 000 | 10,1 %          |
| 2 (142)   | Allemagne : Bavière                             | 11 juillet 2024    | France 5 | 1 438 000 | 8,2 %           |
| 3 (143)   | Slovénie                                        | 18 juillet 2024    | France 5 | 1 426 000 | 8,3 %           |
| 4 (144)   | Kazakhstan                                      | 29 août 2024       | France 5 | 1 555 000 | 8,5 %           |
| 5 (145)   | Brésil, de l'Amazonie aux plages infinies       | 23 octobre 2024    | France 3 | 1 772 000 | 8,8 %           |
| 6 (146)   | Uruguay, la pépite secrète                      | 23 octobre 2024    | France 3 | 1 430 000 | 7,8 %           |
| 7 (147)   | Vietnam, de la baie d'Halong aux portes du Laos | 30 octobre 2024    | France 3 | 1 909 000 | 9,6 %           |
| 8 (148)   | Laos                                            | 30 octobre 2024    | France 3 | 1 470 000 | 8,6 %           |
| Saison 15 |                                                 |                    |          |           |                 |
| 1 (149)   | Philippines                                     | 7 juillet 2025     | France 5 | 1 411 000 | 7,8 %           |
| 2 (150)   | États-Unis : de Chicago aux Rocheuses           | 21 juillet 2025    | France 5 | 1 631 000 | 9,3 %           |
| 3 (151)   | Belgique                                        | 28 juillet 2025    | France 5 | 1 672 000 | 10 %            |
| 4 (152)   | Hongrie                                         | 18 août 2025       | France 5 |           |                 |
| 5 (153)   | Mozambique                                      | 25 août 2025       | France 5 |           |                 |
| 6 (154)   | Bolivie                                         | 1er septembre 2025 | France 5 |           |                 |
| 7 (155)   | Chili                                           | 1er septembre 2025 | France 5 |           |                 |

### Émissions spéciales
| Titre                       | Durée      | Première diffusion | Chaîne   |
| --------------------------- | ---------- | ------------------ | -------- |
| Métiers insolites           | 52 min     | 6 août 2020        | France 5 |
| Rencontres extraordinaires  | 52 min     | 13 août 2020       | France 5 |
| Spéciale 10 ans             | 1 h 40 min | 30 décembre 2020   | France 5 |
| Le meilleur de la saison 11 | 52 min     | 29 décembre 2021   |          |
| Le meilleur de la saison 14 | 52 min     | 31 décembre 2024   | France 5 |

### Réception critique
- 7 d'or 1991 : Meilleur documentaire

À l'été 2011, Des trains pas comme les autres finit en tête du qualimat de Première dans la catégorie documentaire.